# Сальвадор на летних Олимпийских играх 2024

## Квалификация
| № п/п | Вид спорта       | Мужчины        | Мужчины                | Женщины        | Женщины                | Всего          | Всего                  |
| № п/п | Вид спорта       | Завоевано квот | Количество спортсменов | Завоевано квот | Количество спортсменов | Завоевано квот | Количество спортсменов |
| ----- | ---------------- | -------------- | ---------------------- | -------------- | ---------------------- | -------------- | ---------------------- |
| 1     | Бадминтон        | 1              | 1                      |                |                        | 1              | 1                      |
| 2     | Дзюдо            | 1              | 1                      |                |                        | 1              | 1                      |
| 3     | Парусный спорт   | 1              | 1                      |                |                        | 1              | 1                      |
| 4     | Плавание         | 1              | 1                      | 1              | 1                      | 2              | 2                      |
| 5     | Сёрфинг          | 1              | 1                      |                |                        | 1              | 1                      |
| 6     | Стрельба         | 2              | 1                      |                |                        | 2              | 1                      |
| 7     | Стрельба из лука | 1              | 1                      |                |                        | 1              | 1                      |
|       | ИТОГО            | 8              | 7                      | 1              | 1                      | 9              | 8                      |

## Состав команды
Бадминтон
1. Уриэль Канхура[англ.]

 Дзюдо
1. Хайро Морено[англ.]

 Парусный спорт
1. Энрике Аратоон[англ.]

 Плавание
1. Никсон Эрнандес[англ.]
2. Селина Маркес[англ.]

 Сёрфинг
1. Брайн Перес[англ.]

 Стрельба
1. Исраэль Гутьеррес[англ.]

 Стрельба из лука
1. Оскар Тикас[англ.]

## Бадминтон
Сальвадор завоевал одну квоту на участие в мужском олимпийском турнире по бадминтону в соответствии с Олимпийским рейтингом BWF.
Мужчины
| Спортсмен      | Разряд    | Группы                           | Группы                           | Группы        | Группы | 1/8 финала           | Четвертьфиналы       | Полуфиналы           | Финал / За 3 место   | Финал / За 3 место   |
| Спортсмен      | Разряд    | Соперник Счет                    | Соперник Счет                    | Соперник Счет | Место  | Соперник Счет        | Соперник Счет        | Соперник Счет        | Соперник Счет        | Место                |
| -------------- | --------- | -------------------------------- | -------------------------------- | ------------- | ------ | -------------------- | -------------------- | -------------------- | -------------------- | -------------------- |
| Уриэль Канхура | Одиночный | CZEЯн Лоуда П 0-2 (12–21, 10–21) | SGPЛо Кин Ю П 0-2 (13–21, 16–21) | —             | 3      | завершил выступление | завершил выступление | завершил выступление | завершил выступление | завершил выступление |

## Дзюдо
Сальвадор получил по рейтингу IJF одно место в мужских соревнованиях.
| Спортсмен    | Категория        | 1/16 финала                 | 1/8 финала           | Четвертьфиналы       | Полуфиналы           | Утеш. поединки       | Финал / За 3 место   | Финал / За 3 место   |
| Спортсмен    | Категория        | Соперник Результат          | Соперник Результат   | Соперник Результат   | Соперник Результат   | Соперник Результат   | Соперник Результат   | Место                |
| ------------ | ---------------- | --------------------------- | -------------------- | -------------------- | -------------------- | -------------------- | -------------------- | -------------------- |
| Хайро Морено | Мужчины до 60 кг | BELЙорре Ферстрэтен П 00–01 | завершил выступление | завершил выступление | завершил выступление | завершил выступление | завершил выступление | завершил выступление |

## Парусный спорт
Сальвадор получил право выставить одну лодку (яхту) по программе «Emerging Nation».
Медальные гонки
| Спортсмен      | Дисциплина     | Гонка | Гонка | Гонка | Гонка | Гонка | Гонка | Гонка | Гонка | Гонка    | Гонка    | Гонка | Баллы | Место |
| Спортсмен      | Дисциплина     | 1     | 2     | 3     | 4     | 5     | 6     | 7     | 8     | 9        | 10       | M*    | Баллы | Место |
| -------------- | -------------- | ----- | ----- | ----- | ----- | ----- | ----- | ----- | ----- | -------- | -------- | ----- | ----- | ----- |
| Энрике Аратоон | Мужчины ILCA 7 | 4     | 33    | 16    | 34    | 16    | 15    | 19    | 17    | отменены | отменены | EL    | 120   | 20    |

## Плавание
Сальвадор получил два универсальных места для участия в олимпийском турнире пловцов.
| Спортсмен       | Дисциплина                  | Заплывы | Заплывы | Полуфиналы            | Полуфиналы            | Финал                 | Финал                 |
| Спортсмен       | Дисциплина                  | Время   | Место   | Время                 | Место                 | Время                 | Место                 |
| --------------- | --------------------------- | ------- | ------- | --------------------- | --------------------- | --------------------- | --------------------- |
| Никсон Эрнандес | Мужчины 100 м вольный стиль | 52,73   | 65      | завершил выступление  | завершил выступление  | завершил выступление  | завершил выступление  |
| Селина Маркес   | Женщины 100 м на спине      | 1.04,55 | 32      | завершила выступление | завершила выступление | завершила выступление | завершила выступление |

## Сёрфинг
Сальвадор получил одно универсальное место в мужские соревнования по сёрфингу. 
| Спортсмен   | Категория | 1 раунд | 1 раунд | 2 раунд                        | 3 раунд              | Четвертьфинал        | Полуфинал            | Финал / За 3 место   | Финал / За 3 место   |
| Спортсмен   | Категория | Счёт    | Место   | Соперник Результат             | Соперник Результат   | Соперник Результат   | Соперник Результат   | Соперник Результат   | Место                |
| ----------- | --------- | ------- | ------- | ------------------------------ | -------------------- | -------------------- | -------------------- | -------------------- | -------------------- |
| Брайн Перес | Мужчины   | 7,53    | 3 R2    | MARРамзи Букхиам П 12,60–14,60 | завершил выступление | завершил выступление | завершил выступление | завершил выступление | завершил выступление |

## Стрельба
Сальвадор получил одно универсальное место в мужской винтовке и еще одно место получил благодаря квалификации стрелка в другой дисциплине согласно правилам ISSF.
Мужчины
| Спортсмен         | Дисциплина                            | Квалификация | Квалификация | Финал                | Финал                |
| Спортсмен         | Дисциплина                            | Баллы        | Место        | Баллы                | Место                |
| ----------------- | ------------------------------------- | ------------ | ------------ | -------------------- | -------------------- |
| Исраэль Гутьеррес | Винтовка из трёх положений, 50 метров | 576-20x      | 40           | завершил выступление | завершил выступление |
| Исраэль Гутьеррес | Пневматическая винтовка, 10 метров    | 621,1        | 46           | завершил выступление | завершил выступление |

## Стрельба из лука
Сальвадор получил одно универсальное место для участия в мужском индивидуальном турнире стрелков из лука.
| Спортсмен   | Дисциплина                        | Предварительный раунд | Предварительный раунд | 1/32 финала      | 1/16 финала           | 1/8 финала            | Четвертьфиналы        | Полуфиналы            | Финал / За 3 место    | Финал / За 3 место    |
| Спортсмен   | Дисциплина                        | Результат             | Посев                 | Соперник Счет    | Соперник Счет         | Соперник Счет         | Соперник Счет         | Соперник Счет         | Соперник Счет         | Место                 |
| ----------- | --------------------------------- | --------------------- | --------------------- | ---------------- | --------------------- | --------------------- | --------------------- | --------------------- | --------------------- | --------------------- |
| Оскар Тикас | Мужчины индивидуальное первенство | 643                   | 53                    | CHNВан Янь П 0–6 | завершила выступление | завершила выступление | завершила выступление | завершила выступление | завершила выступление | завершила выступление |